# アーラシュ (ミュージシャン)
アーラシュ（ペルシア語:آرش；スウェーデン語:Arash；アゼリ語:Arəş、1977年4月23日テヘラン - ）は、イラン出身のミュージシャンである。歌手、プロデューサー、作曲家などとして、スウェーデンを中心に活躍している。ペルシア語の他、ロシア語の歌詞の曲も歌う。本名はアーラシュ・ラバーフ(آرش لباف；Arash Labaf；Arəş Labaf )。アーラシュは、ペルシア神話の英雄アーラシュの名に由来する。両親の他、二人の兄弟がいる。民族的にはペルシャ人とアゼルバイジャン人の起源を持つ。

## 概要
テヘランで生まれ育ったが、10歳のとき、彼の家族はヨーロッパへと移住した。1980年代末、彼の家族はスウェーデンのウプサラに到着、そこで5年間暮らしたあとマルメに移った。
カレッジ時代、彼は音楽に強く魅せられ作詞や作曲を始めた。彼は足繁くスタジオへ通った。「音楽こそが我が人生、人生こそが我が音楽」というのが彼のモットーであった。
2004年9月22日、アーラシュはシングル「Boro Boro」（ペルシア語で「どこかへ去れ」の意味）で歌手デビューを果たした。これがスウェーデンで空前の大ヒットとなり、イラン移民のアーラシュが一躍ヨーロッパの歌手世界のトップへと躍り出た。ロシア、ウクライナ、ギリシャ、トルコ、スロヴァキア、チェコでもヒット。
デビューアルバム「Arash Arash」(Tike Tike)は、カレッジ卒業後の2005年に発表された。彼のシングル「Boro Boro」と「Temptation」(「誘惑」)はヨーロッパ中でヒットとなった。また、2005年にはロシアの女性歌手グループであるブレスチャーシチエとともにロシア語版「Temptation」となる「Восточные Сказки」(ヴァストーチュヌィイェ・スカースキ:「東洋のお伽噺」)を製作、発表した。
彼はその後ロシア、ウクライナ、タジキスタン、イスラエル、トルコ、スロヴァキア、チェコでトップ・チャートに名を上げた。また、ドイツ、ロシア、スロヴェニア、ギリシャでは彼のアルバムが、スウェーデンでは「Boro Boro」がゴールドディスクに輝いた。

## ディスコグラフィー

### アルバム
- Arash（2005年）
- Crossfade (The Remix Album)（2006年）
- Donya（2008年）
- Superman（2014年）

### シングル
- Boro Boro（2004年）
- Tike Tike Kardi（2005年）
- Temptation（2005年）
- Arash（2006年）

- "She Makes Me Go" (feat. Sean Paul)
- "One Day" (feat. Helena)
- "Sex Love Rock n Roll (SLR)" (feat. T-Pain)
- "OMG" (feat. Snoop Dogg)
- "Se Fue" (feat. Mohombi)
- "Goalie Goalie" (feat. Nyusha & Pitbull & Blanco)

### フィルモグラフィー
- Bombay Dreams in Bombay Dreams （2004年）
- Bure Bure (Boro Boro) in Hindi cinema (Bollywood) film Bluffmaster （2005年）